# گراهام (آلاباما)
گراهام (به انگلیسی: Graham) شهرکی در شهرستان راندولف ایالت آلاباما است که مساحت آن ۱۵٫۱۶ کیلومترمربع است و در سرشماری سال ۲۰۱۰ میلادی، ۲۱۱ نفر جمعیت داشته و تراکم جمعیتی آن، ۱۳٫۹۲ در کیلومترمربع بوده است.